# Цветок и нож (песня)
«Цветок и нож» — песня украинской группы «ВИА Гра», написанная композитором Константином Меладзе. Последний видеоклип «ВИА Гра» с участием Веры Брежневой и Ольги Корягиной.

## Сюжет клипа
Сюжет клипа разделён на три части: девушка со своим возлюбленным нежится в постели; бредёт по улице под дождём; идёт по тюремному проходу. Видео рассказывает историю, в которой отчаявшаяся молодая женщина решается на убийство своего молодого человека после его измены. Заколов его ножом, в состоянии аффекта она выходит на улицу и бредёт среди прохожих под проливным дождём. За убийство мужчины её приговаривают к казни через смертельную инъекцию. На плече персонажа Альбины можно заметить тюремную татуировку, которая значит «кровь за измену».

## Съёмки клипа
«Что касается новой работы, это был некий шаг вперед. Эта песня мне нравится больше, чем всё, что мы делали раньше. Мне кажется, девушки уже выросли и могут исполнять более глубокие и содержательные вещи. И по текстам, и по видео. Сейчас мы ориентируемся на другого зрителя — более начитанного и зрелого, интересующегося не столько красивыми девушками, сколько содержанием…»— Константин Меладзе
Съёмки проходили 11 и 12 октября 2006 года в Киеве. Последствия перенесенной Верой Брежневой несколько лет назад операции на глазах дали о себе знать на съемках нового клипа. Ещё не закончив работу над первой сценой, Брежнева из-за ярких лучей софитов стала чувствовать дискомфорт в глазах. Сначала Вера не придала этому особого значения, решив, что неприятная адаптация к резкому свету скоро пройдет. Однако к вечеру боль становилась просто невыносимой, а накатывающиеся слёзы портили грим. Съёмочной группе срочно пришлось останавливать процесс и вызвать врача для оказания необходимой помощи, который прописал Брежневой специальные капли и посоветовал отложить съёмки как минимум на двенадцать часов. По этой причине намеченные сцены были перенесены на другой день.
Модель Александр Мащук, снявшийся в клипе в главной мужской роли, позже появился в клипе Ольги Корягиной на песню «Константин».

## Участники записи
- Ольга Корягина — Девушка в постели
- Вера Брежнева — Девушка под дождём
- Альбина Джанабаева — Девушка в тюрьме
- Александр Мащук — Юноша
- Алан Бадоев — режиссёр, автор сценария
- Ярослав Пилунский — оператор
- Константин Меладзе — продюсер, автор музыки и слов
- Дмитрий Костюк — продюсер

## Релиз
Премьера видео состоялась в воскресенье 5 ноября 2006 года на телеканале «Интер» эксклюзивно в передаче «Мелорама». Премьера в России состоялась двумя днями позднее — 7 ноября на канале «Муз-ТВ».
Клип на песню был номинирован как «Лучшее музыкальное видео года» на вручении ежегодной музыкальной премии канала «Муз ТВ» 2007 года. Песня и видео-клип были удостоены премии «Золотой граммофон» в 2007 году.

«Я очень обрадовалась, когда узнала о номинации клипа „Цветок и нож“: это новый этап в нашей видеографии, клип, картинка которого больше напоминает художественный фильм. Его премьера, между прочим, состоялась в Киеве в настоящем кинотеатре на большом экране.»— Альбина Джанабаева

## Чарты

### Еженедельные чарты
| Чарт (2006—2007) | Высшая позиция |
| ---------------- | -------------- |
| Россия (TopHit)  | 2              |
| СНГ (TopHit)     | 3              |
| Украина (TopHit) | 5              |

### Ежемесячные чарты
| Чарт (2006—2007) | Высшая позиция |
| ---------------- | -------------- |
| Россия (TopHit)  | 3              |
| СНГ (TopHit)     | 3              |
| Украина (TopHit) | 5              |

### Годовые чарты
| Чарт (2006)      | Позиция |
| ---------------- | ------- |
| Россия (TopHit)  | 126     |
| СНГ (TopHit)     | 110     |
| Украина (TopHit) | 46      |
| Чарт (2007)      | Позиция |
| Россия (TopHit)  | 79      |
| СНГ (TopHit)     | 73      |
| Украина (TopHit) | 56      |

## Плагиат
Сюжет клипа болгарской певицы Анелии «Следа от любовта» повторяет историю клипа «Цветок и нож». Пресс-служба «ВИА Гра» так прокомментировала эту историю: «Поразило то, с какой циничностью и точностью видео болгарской певицы повторяет работу Алана Бадоева». Продюсер группы Дмитрий Костюк заявил, что просто так это все не оставит. На сайте Анелии автором музыки указан Светослав Лобошки.